# نجد ميهال (تعز)
نجد ميهال هي إحدى قرى الجمهورية اليمنية. تتبع جغرافيا لمحافظة تعز وإداريًا لمديرية صبر الموادم. يبلغ تعداد سكانها 3041 نسمة حسب الإحصاء الذي أجري عام 2004.